# Smyths Toys
Smyths Toys mit Sitz in Galway (Irland) ist in Europa der größte Einzelhändler für Spielwaren und Babyartikel, er betreibt in Deutschland, Österreich, der Schweiz, den Niederlanden, Frankreich,  Großbritannien und Irland über 275 Filialen sowie Versandhandel.

## Hintergrund
Das Familienunternehmen wird von den vier Brüdern Anthony, Liam, Patrick und Thomas Smyth geleitet, der Firmensitz ist im irischen Galway, die Hauptverwaltung für Deutschland, Österreich und die Schweiz in Köln, die Nordeuropa-Logistikzentrale wird in Walsrode angesiedelt.
Im Jahre 2017 gab es, teilweise noch unter Toys “R” Us, etwa 68 Filialen in Deutschland, 25 in Österreich und der Schweiz, 103 in Großbritannien sowie 7 in Nordirland, insgesamt 203 Filialen. Der Jahresumsatz betrug im Jahr 2018 etwa 360 Millionen € im deutschsprachigen Raum, sowie umgerechnet 565 Millionen € in Großbritannien und 47 Millionen € in Nordirland, insgesamt 972 Millionen €. Es wurden im deutschsprachigen Raum etwa 1827 Mitarbeiter, in Großbritannien 2195 und in Nordirland 179, insgesamt 4201 Mitarbeiter beschäftigt.  Im Jahr 2025 gab es 275 Filialen, davon 75 in Deutschland.

## Geschichte
Smyths Toys wurde 1986 in Claremorris, Irland gegründet und expandierte in Großbritannien und Irland.
2018 übernahm es von Toys “R” Us das gesamte Filial- und Onlinegeschäft im deutschsprachigen Raum. Im Juli 2022 übernahm das Unternehmen 41 Läden des insolventen französischen Spielzeughändlers PicWicToys, seither wurden weitere in Läden  in Frankreich eröffnet – Smyth Toys ist somit der größte Spielzeughändler in Europa (Stand 2024).